# Campeonato Europeu de Atletismo em Pista Coberta de 2011 - Heptatlo masculino
A prova do heptatlo masculino do Campeonato Europeu de Atletismo em Pista Coberta de 2011 foi disputada no entre os dias 5 e 6 de março de 2011 na AccorHotels Arena em Paris, França.

## Recordes
Antes desta competição, os recordes mundiais e do campeonato nesta prova eram os seguintes:
|                       | Nome         | Nacionalidade  | Pontos   | Local     | Data                    |
| --------------------- | ------------ | -------------- | -------- | --------- | ----------------------- |
| Recorde mundial       | Ashton Eaton | Estados Unidos | 6568 pts | Tallinn   | 6 de fevereiro de 2011  |
| Recorde do campeonato | Tomáš Dvořák | Chéquia        | 6424 pts | Gante     | 26 de fevereiro de 2000 |
| Recorde europeu       | Roman Šebrle | Chéquia        | 6438 pts | Budapeste | 7 de março de 2004      |

## Medalhistas
| Ouro                   | Prata                | Bronze             |
| Andrėj Kraŭčanka (BLR) | Nadir El Fassi (FRA) | Roman Šebrle (CZE) |

## Resultados

### 60 metros
As eliminatórias foram realizadas às 9:00. 
| Posição. | Bateria. | Raia | Atleta                  | Nacionalidade | Tempo | Notas                | Pontos |
| -------- | -------- | ---- | ----------------------- | ------------- | ----- | -------------------- | ------ |
| 1        | 2        | 7    | Ingmar Vos              | Países Baixos | 6.89  | Recorde pessoal      | 922    |
| 2        | 2        | 1    | Darius Draudvila        | Lituânia      | 6.90  |                      | 918    |
| 3        | 2        | 2    | Dominik Distelberger    | Áustria       | 6.92  |                      | 911    |
| 4        | 2        | 3    | Eduard Michan           | Bielorrússia  | 7.04  |                      | 868    |
| 5        | 2        | 6    | Andres Raja             | Estónia       | 7.06  |                      | 861    |
| 5        | 2        | 8    | Roman Šebrle            | Chéquia       | 7.06  | Recorde da temporada | 861    |
| 7        | 2        | 4    | Eelco Sintnicolaas      | Países Baixos | 7.07  |                      | 858    |
| 8        | 1        | 8    | Nadir El Fassi          | França        | 7.09  |                      | 851    |
| 8        | 1        | 6    | Andrėj Kraŭčanka        | Bielorrússia  | 7.09  |                      | 851    |
| 10       | 2        | 5    | Florian Geffrouais      | França        | 7.11  |                      | 844    |
| 10       | 1        | 3    | Vasilij Charlamov       | Rússia        | 7.11  | Recorde da temporada | 844    |
| 12       | 1        | 4    | Aleksandr Kislov        | Rússia        | 7.12  | Recorde da temporada | 840    |
| 13       | 1        | 5    | Hans Van Alphen         | Bélgica       | 7.20  | =                    | 813    |
| 14       | 1        | 1    | Mikk Pahapill           | Estónia       | 7.21  |                      | 809    |
| 15       | 1        | 7    | Thomas Van Der Plaetsen | Bélgica       | 7.23  | Recorde pessoal      | 802    |
| 16       | 1        | 2    | Roland Schwarzl         | Áustria       | 7.27  | Recorde da temporada | 789    |

### Salto em distância
O evento foi realizado às 9h40. 
| Posição. | Atleta                  | Nacionalidade | #1   | #2   | #3   | Resultados | Pontos | Notas                |
| -------- | ----------------------- | ------------- | ---- | ---- | ---- | ---------- | ------ | -------------------- |
| 1        | Roman Šebrle            | Chéquia       | 7,51 | 7,59 | 7,28 | 7,59       | 957    |                      |
| 2        | Nadir El Fassi          | França        | 7,41 | 7,44 | 7,51 | 7,51       | 937    | Recorde pessoal      |
| 3        | Andrėj Kraŭčanka        | Bielorrússia  | X    | 7,49 | 7,11 | 7,49       | 932    |                      |
| 4        | Thomas Van Der Plaetsen | Bélgica       | 7,48 | X    | X    | 7,48       | 930    |                      |
| 5        | Roland Schwarzl         | Áustria       | 7,11 | X    | 7,41 | 7,41       | 913    | =                    |
| 6        | Darius Draudvila        | Lituânia      | 7,40 | X    | 7,36 | 7,40       | 910    | Recorde da temporada |
| 7        | Ingmar Vos              | Países Baixos | 7,36 | 7,34 | X    | 7,36       | 900    |                      |
| 8        | Mikk Pahapill           | Estónia       | 7,26 | 7,33 | 7,17 | 7,33       | 893    |                      |
| 9        | Vasilij Charlamov       | Rússia        | 7,31 | 7,13 | 7,20 | 7,31       | 888    |                      |
| 10       | Eduard Michan           | Bielorrússia  | 4,84 | 7,30 | 7,22 | 7,30       | 886    | Recorde da temporada |
| 11       | Hans Van Alphen         | Bélgica       | X    | 6,99 | 7,26 | 7,26       | 876    | =                    |
| 12       | Eelco Sintnicolaas      | Países Baixos | 7,08 | 7,25 | 7,13 | 7,25       | 874    |                      |
| 13       | Dominik Distelberger    | Áustria       | X    | 6,95 | 7,17 | 7,17       | 854    |                      |
| 14       | Florian Geffrouais      | França        | 6,98 | 6,80 | X    | 6,98       | 809    | Recorde pessoal      |
| 15       | Aleksandr Kislov        | Rússia        | X    | 6,70 | 6,92 | 6,92       | 795    |                      |
| –        | Andres Raja             | Estónia       | –    | –    | –    | –          | –      | DNS                  |

### Arremesso de peso
O evento foi realizado às 11h30.
| Posição. | Atleta                  | Nacionalidade | #1    | #2    | #3    | Resultados | Pontos | Notas                |
| -------- | ----------------------- | ------------- | ----- | ----- | ----- | ---------- | ------ | -------------------- |
| 1        | Vasilij Charlamov       | Rússia        | X     | 15,48 | X     | 15,48      | 819    |                      |
| 2        | Roman Šebrle            | Chéquia       | 15,42 | 15,03 | X     | 15,42      | 816    |                      |
| 3        | Hans Van Alphen         | Bélgica       | 15,26 | 14,87 | X     | 15,26      | 806    |                      |
| 4        | Mikk Pahapill           | Estónia       | 15,16 | 15,16 | 14,84 | 15,16      | 800    |                      |
| 5        | Darius Draudvila        | Lituânia      | 14,87 | 14,81 | 15,08 | 15,08      | 795    |                      |
| 6        | Andrėj Kraŭčanka        | Bielorrússia  | 15,04 | 14,81 | X     | 15,04      | 792    | Recorde pessoal      |
| 7        | Roland Schwarzl         | Áustria       | 14,81 | 14,74 | X     | 14,81      | 778    | Recorde da temporada |
| 8        | Florian Geffrouais      | França        | 13,50 | 14,78 | X     | 14,78      | 776    |                      |
| 9        | Aleksandr Kislov        | Rússia        | X     | 14,50 | 14,46 | 14,50      | 759    |                      |
| 10       | Eelco Sintnicolaas      | Países Baixos | 13,90 | 13,59 | 14,46 | 14,46      | 757    | Recorde pessoal      |
| 11       | Nadir El Fassi          | França        | 13,86 | 14,13 | X     | 14,13      | 736    | Recorde pessoal      |
| 12       | Ingmar Vos              | Países Baixos | 12,92 | 12,50 | 13,74 | 13,74      | 712    | Recorde da temporada |
| 13       | Eduard Michan           | Bielorrússia  | 13,68 | 13,45 | X     | 13,68      | 709    |                      |
| 14       | Thomas Van Der Plaetsen | Bélgica       | 13,16 | X     | X     | 13,16      | 677    | Recorde pessoal      |
| 15       | Dominik Distelberger    | Áustria       | 12,37 | 12,42 | 12,32 | 12,42      | 632    |                      |
| –        | Andres Raja             | Estónia       | –     | –     | –     | –          | –      | DNS                  |

### Salto em altura
O evento foi realizado às 16h30.
| Posição. | Atleta                  | Nacionalidade | Resultados | Pontos | Notas                |
| -------- | ----------------------- | ------------- | ---------- | ------ | -------------------- |
| 1        | Nadir El Fassi          | França        | 2,12       | 915    | Recorde pessoal      |
| 2        | Aleksandr Kislov        | Rússia        | 2,09       | 887    | Recorde pessoal      |
| 3        | Andrėj Kraŭčanka        | Bielorrússia  | 2,09       | 887    |                      |
| 4        | Roman Šebrle            | Chéquia       | 2,06       | 859    |                      |
| 5        | Thomas Van Der Plaetsen | Bélgica       | 2,06       | 859    | Recorde pessoal      |
| 6        | Mikk Pahapill           | Estónia       | 2,03       | 831    |                      |
| 7        | Ingmar Vos              | Países Baixos | 2,00       | 803    |                      |
| 8        | Vasilij Charlamov       | Rússia        | 2,00       | 803    | Recorde pessoal      |
| 9        | Darius Draudvila        | Lituânia      | 1,97       | 776    | Recorde da temporada |
| 9        | Eduard Michan           | Bielorrússia  | 1,97       | 776    | Recorde da temporada |
| 11       | Eelco Sintnicolaas      | Países Baixos | 1,97       | 776    | Recorde da temporada |
| 12       | Hans Van Alphen         | Bélgica       | 1,94       | 749    | Recorde pessoal      |
| 13       | Roland Schwarzl         | Áustria       | 1,94       | 749    | Recorde da temporada |
| 14       | Florian Geffrouais      | França        | 1,91       | 723    |                      |
| 15       | Dominik Distelberger    | Áustria       | 1,91       | 723    |                      |
| –        | Andres Raja             | Estónia       | DNS        |        |                      |

### 60 metros com barreiras
As eliminatórias foram realizadas às 9h45.
| Posição. | Bateria. | Raia | Atleta                  | Nacionalidade | Tempo | Notas                | Pontos |
| -------- | -------- | ---- | ----------------------- | ------------- | ----- | -------------------- | ------ |
| 1        | 2        | 4    | Dominik Distelberger    | Áustria       | 7.87  | Recorde pessoal      | 1.015  |
| 2        | 2        | 2    | Ingmar Vos              | Países Baixos | 8.00  |                      | 982    |
| 3        | 2        | 6    | Eelco Sintnicolaas      | Países Baixos | 8.03  |                      | 974    |
| 4        | 2        | 3    | Andrėj Kraŭčanka        | Bielorrússia  | 8.04  |                      | 972    |
| 5        | 2        | 5    | Darius Draudvila        | Lituânia      | 8.04  |                      | 972    |
| 6        | 2        | 7    | Roman Šebrle            | Chéquia       | 8.08  |                      | 962    |
| 7        | 2        | 8    | Aleksandr Kislov        | Rússia        | 8.08  |                      | 962    |
| 8        | 1        | 4    | Nadir El Fassi          | França        | 8.13  | Recorde pessoal      | 949    |
| 9        | 1        | 3    | Eduard Michan           | Bielorrússia  | 8.15  |                      | 944    |
| 10       | 1        | 5    | Thomas Van Der Plaetsen | Bélgica       | 8.18  | =                    | 937    |
| 11       | 1        | 6    | Vasilij Charlamov       | Rússia        | 8.25  |                      | 920    |
| 12       | 1        | 8    | Roland Schwarzl         | Áustria       | 8.27  | Recorde da temporada | 915    |
| 13       | 1        | 7    | Hans Van Alphen         | Bélgica       | 8.30  | Recorde da temporada | 908    |
| 14       | 2        | 1    | Mikk Pahapill           | Estónia       | 8.42  |                      | 879    |
| 15       | 1        | 2    | Florian Geffrouais      | França        | 8.43  |                      | 877    |

### Salto com vara
O evento foi realizado às 10h30 
| Posição. | Atleta                  | Nacionalidade | Resultados | Pontos | Notas                |
| -------- | ----------------------- | ------------- | ---------- | ------ | -------------------- |
| 1        | Eelco Sintnicolaas      | Países Baixos | 5,50       | 1.067  |                      |
| 2        | Thomas Van Der Plaetsen | Bélgica       | 5,20       | 972    | Recorde pessoal      |
| 2        | Andrėj Kraŭčanka        | Bielorrússia  | 5,20       | 972    | Recorde da temporada |
| 4        | Roland Schwarzl         | Áustria       | 5,10       | 941    | Recorde da temporada |
| 4        | Aleksandr Kislov        | Rússia        | 5,10       | 941    |                      |
| 6        | Nadir El Fassi          | França        | 5,00       | 910    | Recorde pessoal      |
| 6        | Florian Geffrouais      | França        | 5,00       | 910    | Recorde pessoal      |
| 8        | Vasilij Charlamov       | Rússia        | 4,90       | 880    | =                    |
| 8        | Hans Van Alphen         | Bélgica       | 4,90       | 880    | Recorde pessoal      |
| 8        | Roman Šebrle            | Chéquia       | 4,90       | 880    | =                    |
| 11       | Ingmar Vos              | Países Baixos | 4,80       | 849    | =                    |
| 12       | Mikk Pahapill           | Estónia       | 4,70       | 819    |                      |
| 13       | Eduard Michan           | Bielorrússia  | 4,50       | 760    | =                    |
| 14       | Darius Draudvila        | Lituânia      | 4,30       | 702    |                      |
| –        | Dominik Distelberger    | Áustria       |            | NM     |                      |

### 1000 metros
A corrida foi realizada às 15:00.  
| Posição. | Raia | Atleta                  | Nacionalidade | Tempo   | Notas                | Pontos |
| -------- | ---- | ----------------------- | ------------- | ------- | -------------------- | ------ |
| 1        | 13   | Nadir El Fassi          | França        | 2:34.19 |                      | 939    |
| 2        | 6    | Hans Van Alphen         | Bélgica       | 2:37.06 | Recorde pessoal      | 906    |
| 3        | 9    | Eduard Michan           | Bielorrússia  | 2:37.51 | Recorde pessoal      | 901    |
| 4        | 5    | Andrėj Kraŭčanka        | Bielorrússia  | 2:39.80 | Recorde pessoal      | 876    |
| 5        | 3    | Eelco Sintnicolaas      | Países Baixos | 2:40.44 |                      | 869    |
| 6        | 7    | Florian Geffrouais      | França        | 2:41.54 |                      | 856    |
| 7        | 15   | Ingmar Vos              | Países Baixos | 2:41.91 |                      | 852    |
| 8        | 12   | Roman Šebrle            | Chéquia       | 2:42.72 | Recorde da temporada | 843    |
| 9        | 1    | Thomas Van Der Plaetsen | Bélgica       | 2:42.80 | Recorde pessoal      | 843    |
| 10       | 2    | Vasilij Charlamov       | Rússia        | 2:46.23 |                      | 805    |
| 11       | 10   | Aleksandr Kislov        | Rússia        | 2:48.09 | Recorde da temporada | 786    |
| 12       | 11   | Roland Schwarzl         | Áustria       | 2:50.41 | Recorde da temporada | 761    |
| 13       | 4    | Mikk Pahapill           | Estónia       | 2:51.40 |                      | 751    |
| –        | 8    | Dominik Distelberger    | Áustria       |         | DNS                  |        |
| –        | 14   | Darius Draudvila        | Lituânia      |         | DNS                  |        |

### Classificação final
| Posição.          | Atleta                  | Nacionalidade | Pontos | Notas                |
| ----------------- | ----------------------- | ------------- | ------ | -------------------- |
| Medalha de ouro   | Andrėj Kraŭčanka        | Bielorrússia  | 6.286  | Recorde nacional     |
| Medalha de prata  | Nadir El Fassi          | França        | 6.237  |                      |
| Medalha de bronze | Roman Šebrle            | Chéquia       | 6.178  |                      |
| 4                 | Eelco Sintnicolaas      | Países Baixos | 6.175  | Recorde nacional     |
| 5                 | Ingmar Vos              | Países Baixos | 6.020  | Recorde pessoal      |
| 6                 | Thomas Van Der Plaetsen | Bélgica       | 6.020  | Recorde pessoal      |
| 7                 | Aleksandr Kislov        | Rússia        | 5.970  | Recorde da temporada |
| 8                 | Vasilij Charlamov       | Rússia        | 5.959  |                      |
| 9                 | Hans Van Alphen         | Bélgica       | 5.938  | Recorde pessoal      |
| 10                | Roland Schwarzl         | Áustria       | 5.846  | Recorde da temporada |
| 11                | Eduard Michan           | Bielorrússia  | 5.844  |                      |
| 12                | Florian Geffrouais      | França        | 5.795  | Recorde pessoal      |
| 13                | Mikk Pahapill           | Estónia       | 5.782  |                      |
| 14                | Darius Draudvila        | Lituânia      | 5.073  |                      |
| 15                | Dominik Distelberger    | Áustria       | 4.135  |                      |
| –                 | Andres Raja             | Estónia       |        | DNS                  |

Legenda
| Recorde mundial       | Recorde mundial (World record)               |                       | Recorde africano                      | Recorde africano (African) |                                           | Q | Classificado por posição (Qualified) |
| Recorde do campeonato | Recorde do campeonato (Championship record)  | Recorde da América    | Recorde da América (Americas)         | q                          | Classificado por melhor tempo (Qualified) |   |                                      |
| Melhor marca do ano   | Melhor marca do ano (World leading)          | Recorde asiático      | Recorde asiático (Asian)              | DNS                        | Não largou (Did not start)                |   |                                      |
| Recorde nacional      | Recorde nacional (National record)           | Recorde europeu       | Recorde europeu (European)            | DNF                        | Não terminou (Did not finish)             |   |                                      |
| Recorde pessoal       | Recorde pessoal do atleta (Personal best)    | Recorde da Oceania    | Recorde da Oceania (Oceania)          | DSQ / DQ                   | Desclassificado (Disqualified)            |   |                                      |
| Recorde da temporada  | Recorde da temporada do atleta (Season best) | Recorde sul-americano | Recorde sul-americano (South America) | NM                         | Sem marca (No mark)                       |   |                                      |